# Discovering the Waterfront
Discovering the Waterfront – drugi album studyjny kanadyjskiej grupy Silverstein, wydany 20 maja 2003 nakładem Victory Records. 

## Utwory
| 1.  | „Your Sword Versus My Dagger” | 3:00  |
|     |                               |       |
| 2.  | „Smile in Your Sleep”         | 3:13  |
|     |                               |       |
| 3.  | „The Ides of March”           | 3:29  |
|     |                               |       |
| 4.  | „Fist Wrapped in Blood”       | 2:58  |
|     |                               |       |
| 5.  | „Discovering the Waterfront”  | 4:45  |
|     |                               |       |
| 6.  | „Defend You”                  | 3:28  |
|     |                               |       |
| 7.  | „My Heroine”                  | 3:27  |
|     |                               |       |
| 8.  | „Always and Never”            | 3:51  |
|     |                               |       |
| 9.  | „Already Dead”                | 3:17  |
|     |                               |       |
| 10. | „Three Hours Back”            | 3:36  |
|     |                               |       |
| 11. | „Call It Karma”               | 4:14  |
|     |                               |       |
|     |                               | 39:18 |
|     |                               |       |
Bonusowe utwory
1. „Rodeo Clown” (cover Lifetime) – 2:03
2. „Discovering the Waterfront” (live wideo w the House of Blues podczas tournee „The Never Sleep Again”) – 4:43

Płyta DVD dodana do płyty w wersji wydanej 17 września 2006
Zawiera nagranie z występu w House of Blues w Chicago podczas tournee „The Never Sleep Again”
1. „Your Sword Vs. My Dagger”
2. „Smashed Into Pieces”
3. „First Wrapped In Blood”
4. „Giving Up”
5. „Discovering The Waterfront”
6. „Defend You”
7. „Smile In Your Sleep”
8. „Bleeds No More” (dodatkowy śpiew: Wil Francis)

Dodatkowo:
9. „Smile In Your Sleep” (teledysk)
10. Kręcenie teledysku do „Smile In Your Sleep”
11. „Discovering The Water Front” (teledysk)

## Twórcy
Skład zespołu
- Shane Told – śpiew, teksty, muzyka utworów 1, 4, 7, 11, gitara w utworach 4, 7, 11
- Josh Bradford – gitara rytmiczna
- Neil Boshart – gitara prowadząca, muzyka utworów 2, 3, 5, 6, 8, 9, 10, tekst utworu „Always and Never”
- Paul Koehler – perkusja, wizja artystyczna
- Billy Hamilton – gitara basowa, dodatkowy śpiew w utworach 2, 5, 6, 10

Inni zaangażowani
- Sean Mackin (Yellowcard) – smyczki w utworze „Discovering the Waterfront”[12]
- Rodney Wirtz – altówka, skrzypce, wiolonczela w utworze „Discovering the Waterfront”
- Sean Mackin – skrzypce w utworze „Discovering the Waterfront”
- Curtis Mathewson – syntezator, melotron w utworze „My Heroine”
- Scott Komer – nagrywanie
- Sergio Chavez – dodatkowy inżynier
- David Fricks – dodatkowy inżynier
- Steve Genewick – dodatkowy inżynier
- Cameron Webb – produkcja muzyczna, inżynieria, miksowanie
- Brian Gardner – mastering
- Gordie Ball – fotosy
- Martin Wittfooth – oprawa graficzna

## Opis
Materiał nagrywano w Capitol Studios i w Maple Sound Studios (Los Angeles), miksowano w Maple Sound Studios i w Glenwood Place, a mastering wykonano w Bernie Grundman. Pierwotnie producentem materiału miał być David Bendeth, ale ostatecznie został nim Cameron Webb. Tenże producent uznał materiał na płycie za tak wyjątkowy, że postanowił dokonać powtórnego miksowania w innym studio po to, aby przekonać się jak będzie brzmieć inaczej.
Według pierwotnego zamysłu twórców płyta miała zawierać 10 utworów. W związku tym demo piosenki „My Heroine” nagrane przez S. Tolda w domu zsotało przez resztę członków grupy oraz przez osoby odpowiadające za produkcję za niesatysfakcjonujący. Wokalista zaprotestował przeciwko temu skutecznie. Z kolei on sam chciał usunąć utwór „Always and Never”. W tym przypadku producent zaproponował wykonanie tekstu krzykiem.
Wielu fanów grupy przyznawało, że utwór „My Heroine” pomógł im w zmaganiu się z uzależnieniem od narkotyków, aczkolwiek tekst tej piosenki nie odnosi się do tego problemu. Wprowadzający riff tej kompozycji Shane Told stworzył kilka lat wcześniej, lecz uznany przez niego za wyjątkowy nie trafił na debiutancki album. Tekst odnosi się do przyjaciela Tolda, którego zastał w mrocznym stanie i przeżywającego mocno rozstanie z dziewczyną. Natrafiając na te okoliczności zestawił zawód miłosny (odniesienie do kobiety) z przeżyciami osoby uzależnionej od narkotyków (tj. heroinizm). Autor napisał tekst tej piosenki jadąc pociągiem na trasie Paryż-Londyn m.in. przez Eurotunel pod kanałem La Manche i degustując w tym czasie napoje alkoholowe z serwowanego podczas podróży alkoholu. Podczas tej samej wycieczki (zrealizowanej w przerwie podczas trasy koncertowej zespołu po Europie) Told napisał tekstu utworu „Already Dead”. W jego treści zawarł własny rozwinięcie fabuły książki pt. Nostalgia anioła (ang. The Lovely Bones) autorstwa Alice Sebold, którą wówczas przeczytał jedynie w części. Ostatecznie okazało się, że jego wizja fabuły okazała się zupełnie niezgodna z rzeczywisty zakończeniem w książce.
Tekst uworu „Smile in Your Sleep” Told napisał po przebudzeniu się z kilkunastogodzinnego snu po przylocie do Anglii. Śniło mu się wtedy, że zamordował swoją ówczesną dziewczynę i wkrótce potem na jawie nie miał pojęcia co się rzeczywiście wydarzyło. Jak przyznał w 2019 ta piosenka została jedyną, którą zespół wykonywał podczas każdego występu.
Tytuł utworu „Call It Karma” został wychwycony przez Tolda w wegetariańskiej restauracji w Kalifornii podczas nagrywania albumu i następnie dopasowany do gotowego wcześniej tekstu.
Album promowały teledyski do utworów „Smile In Your Sleep” (2005, reż. Marc Ricciardelli), „Discovering the Waterfront” (2006, reż. Ben Weinstein), „My Heroine” (2006, reż. Dale Resteghini).
Przez lata album uchodzi za najlepiej sprzedający się w dyskografii grupy.
Na 2015 zaplanowano tournee koncertowe z okazji 10. rocznicy wydania płyty.